# Kašmírská kuchyně

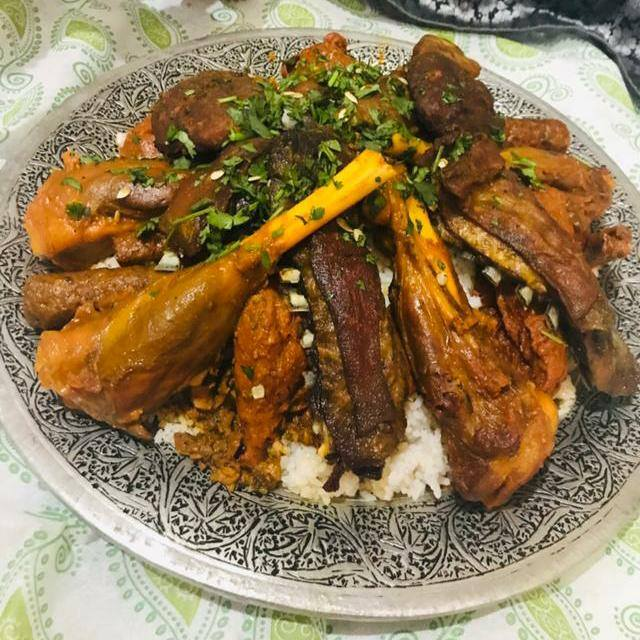
Wazwan

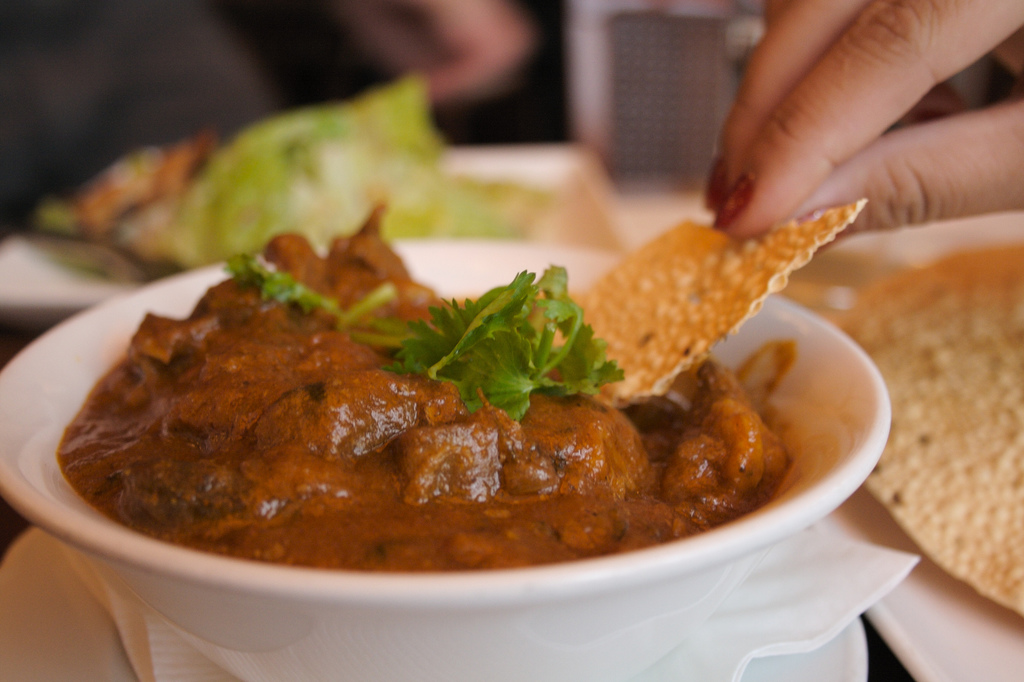
Rogan josh

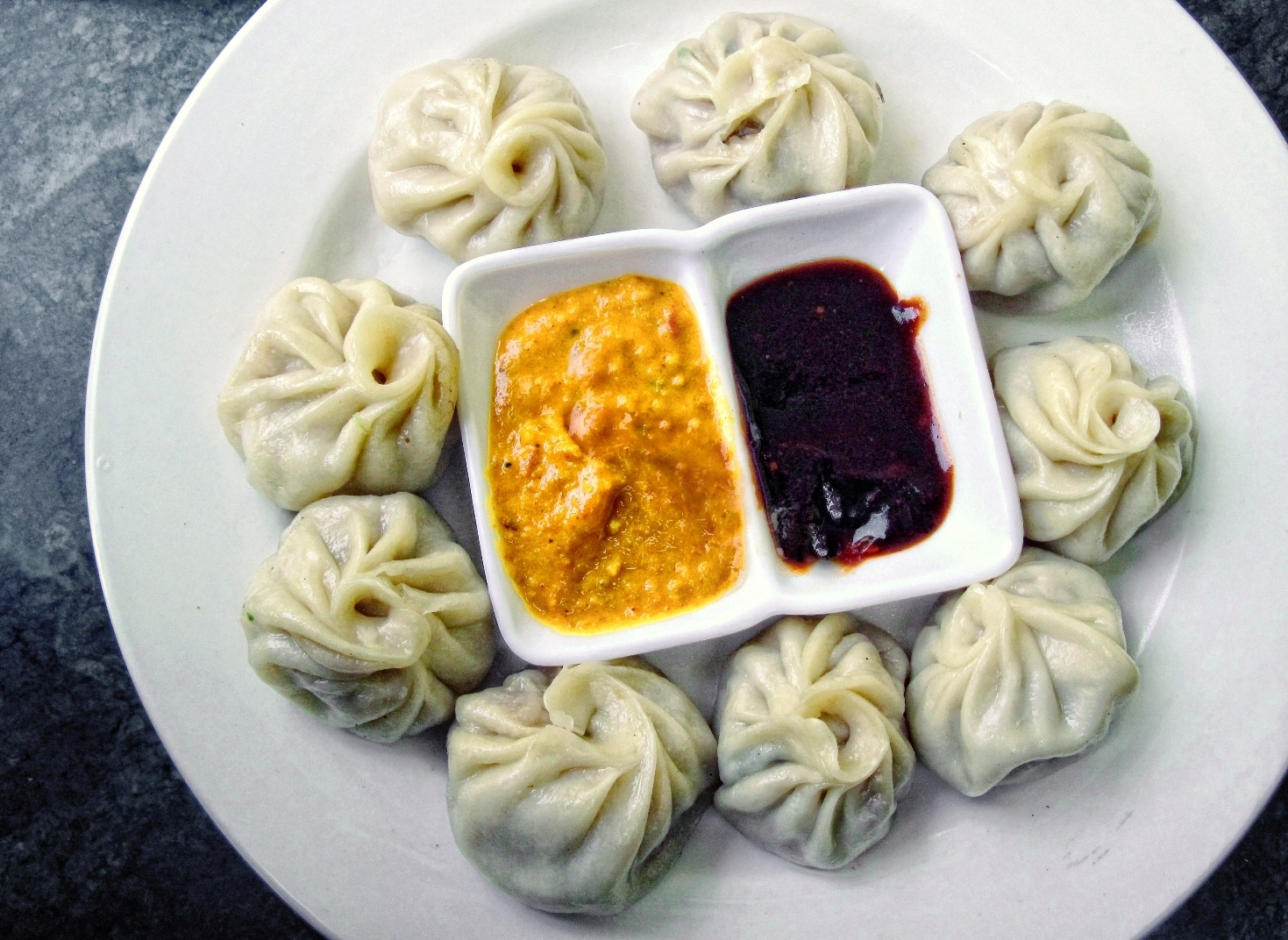
Knedlíčky momo

V kašmírské kuchyni je již od starověku základní potravinou rýže. Dále se používá hodně mléčných výrobků a masa, nejčastěji skopového, kuřecího a rybího. Kašmírská jídla často bývají výrazná, ale ne tolik pikantní. Mezi typická koření kašmírské kuchyně patří kardamom, fenykl, zázvor, skořice, hřebíček a šafrán.

## Příklady kašmírských pokrmů
Příklady kašmírských pokrmů:
- Wazwan, několikachodový pokrm z masa a zeleniny, podávaný během svátečních příležitostí
- Rogan josh, skopové maso v pikantní omáčce
- Kari
- Momo, knedlíček plněný mletým masem, zeleninou nebo sýrem
- Pulao, kořeněná rýžová směs
- Matschgand, masové koule v červené pikantní omáčce
- Muji gaad, směs rybího masa a ředkve v pikantní omáčce
- Lyader tschaman, sýr vařený v pikantní omáčce
- Aab gosh, maso vařené v mléce s kořením
- Shab deg, dlouho vařený pokrm z masa a tuřínu
- Goshtaba, masové koule vařené v jogurtové omáčce
- Yakhein, jogurtová omáčka podávaná s rýží

## Příklady kašmírských nápojů
Příklady kašmírských nápojů:
- Čaj
- Noon chai, čaj s mlékem, solí a jedlou sodou
- Kahva, zelený čaj podávaný s kořením a ořechy
- Víno, provozováno je vinařství[3]